# Distrito de Busia (Uganda)
Busia es un distrito de la región Oriental de Uganda. Como muchos otros distritos de Uganda, el distrito se llama igual que su ciudad de mayor superficie. El distrito limita con el distrito de Busia, Kenia, al este. Era originalmente un condado, en el distrtito de Tororo, pero se convirtió en un distrito el 20 de marzo de 1997. Busia como distrito se divide en dos sectores; Norte y Sur. Las etnias que conforman la población son los Samia con muchos clanes como Bataabona, Bakamondo, Balucha, Balundu, Baleke, Bahanja, Bakangala, Bamayi etc. Posee una población de 323 662 habitantes y su capital es la ciudad de Busia.

## Subcondados
Está conformado por los siguientes subcondados:
- Buhehe
- Bulumbi
- Busime
- Busitema
- Buteba
- Buyanga
- Dabani
- Lumino
- Lunyo
- Majanji
- Masaba
- Masafu
- Masinya
- Sikuda